# Erzbistum Monaco
Das Erzbistum Monaco (französisch Archidiocèse de Monaco, lateinisch Archidioecesis Monoecensis) entstand im Jahr 1981 und umfasst das gesamte Fürstentum Monaco. Es ist direkt dem Heiligen Stuhl unterstellt (immediat).

## Geschichte
Das Erzbistum Monaco geht auf die Gefreite Abtei von St. Nikolaus und Benedikt (Saints-Nicholas-et-Benoît) zurück, die 1868 aus dem Bistum Nizza ausgegliedert wurde. Am 15. März 1887 wurde die Abtei zum Bistum erhoben und am 30. Juli 1981 zum Erzbistum.

## Ordinarien von Monaco
- Romaricus Flugi von Aspermont OSB (1868–1871)
- Léandre de Dou OSB (1871–1874), Apostolischer Administrator
- Hildebrand Marie Dell’Oro di Giosuè OSB (1874–1875)
- Laurent Biale (1875–1877), Apostolischer Administrator (auch Bischof von Ventimiglia)
- Émile Viale (1877–1878)
- Charles-Bonaventure-François Theuret (1878–1887)

## Bischöfe von Monaco
- Charles-Bonaventure-François Theuret (1887–1901)
- Jean-Charles Arnal du Curel (1903–1915)
- Gustave Vié (1916–1918)
- Georges-Prudent-Marie Bruley des Varannes (1920–1924)
- Auguste-Maurice Clément (1924–1936)
- Pierre-Maurice-Marie Rivière (1936–1953)
- Gilles-Henri-Alexis Barthe (1953–1962) (auch Bischof von Fréjus-Toulon)
- Jean-Édouard-Lucien Rupp (1962–1971)
- Edmond Abelé (1972–1980)

## Erzbischöfe von Monaco
- Charles Amarin Brand (1981–1984) (später Erzbischof von Straßburg)
- Joseph-Marie Sardou TD (1985–2000)
- Bernard Barsi (2000–2020)
- Dominique-Marie David (seit 2020)